# Tom Souville

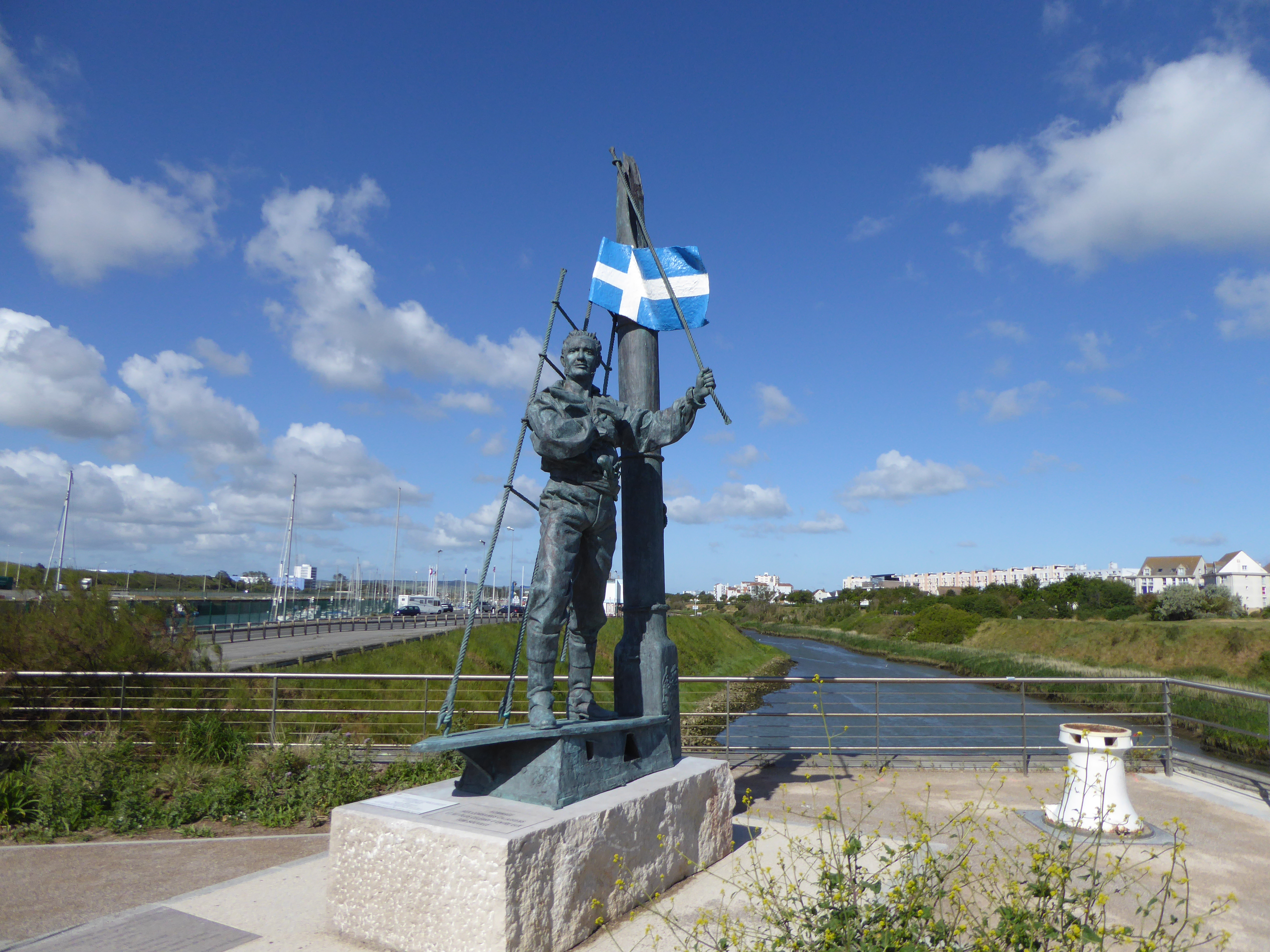
Standbeeld te Calais

Tom Souville (Calais, 24 februari 1777 - Calais, 31 december 1839) was een kaper. De Engelsen noemden hem 'Captain Tom'. Hij lag aan de basis van de eerste officiële reddingboot van Calais.
Tom Souville werd in 1777 te Calais geboren. Hij was de zoon van een dokter maar voer vanuit een drang naar avontuur al op jonge leeftijd te kaap'ren.
Souville raakte bij vriend en vijand bekend omdat hij drenkelingen redden belangrijker vond dan buit binnenhalen. Zo liet hij zijn prooi ooit ontsnappen om de tachtig zeelui van de zinkende Honorine van de verdrinkingsdood te redden. Souville redde zowel aristocratische militairen, Engelse smokkelaars als zijn medekapers.
Driemaal, in 1797, 1808 en 1812, werd Souville op het Engelse gevangenisschip 'Crown' gevangengezet. Dankzij hulp verkregen vanwege zijn goede reputatie kon hij telkens ontsnappen. Na Napoleons definitieve nederlaag in 1815 werd Souville veerbootkapitein tussen Dover en Calais. Hij bleef reddingsacties uitvoeren en lag aan de basis van Calais' eerste officiële reddingboot.
- Bibliothèque nationale de France: cb16998358g (data)
- International Standard Name Identifier: 0000 0004 5711 1772
- Virtual International Authority File: 483144783376045841398